# Silvia D'Amico
Pour les articles homonymes, voir D'Amico.
Silvia D'Amico, née à Rome (Italie) le 4 mai 1986, est une actrice italienne.

## Biographie
Diplômée de l'Académie nationale d'art dramatique Silvio-D'Amico en 2009, après avoir travaillé au théâtre, elle fait ses débuts au cinéma avec Il rosso e il blu de Giuseppe Piccioni en 2012. Elle se distingue par sa prestation dans la comédie chorale Fino a qui tutto bene (it) de Roan Johnson, pour laquelle elle reçoit une mention spéciale liée au premio Guglielmo Biraghi (it) du Sindacato nazionale giornalisti cinematografici italiani.
En 2015, elle participe au film Mauvaise Graine de Claudio Caligari et sa prestation est très remarquée par la critique à la Mostra de Venise.
En 2016, elle participe au feuilleton Squadra antimafia - Il ritorno del boss dans le rôle de Rosalia Bertinelli.

## Filmographie

### Au cinéma
- 2012 : Il rosso e il blu de Giuseppe Piccioni : Angela Mordini
- 2012 : Il fischietto, court métrage de Lamberto Sanfelice : Ilaria
- 2013 : Ton absence (Anni felici) de Daniele Luchetti : Gabriella
- 2014 : Fino a qui tutto bene (it) de Roan Johnson : Ilaria
- 2015 : Mauvaise Graine (Non essere cattivo) de Claudio Caligari : Viviana
- 2016 : Orecchie (it) de Alessandro Aronadio (it) : Alice
- 2017 : Raccontare Venezia de Wilma Labate
- 2017 : The Place de Paolo Genovese
- 2017 : Finché c'è prosecco c'è speranza (it) d'Antonio Padovan (it) : Francesca Beltrame
- 2017 : Diva! de Francesco Patierno : Valentina Cortese
- 2018 : Hotel Gagarin (it) de Simone Spada (it) : Patrizia
- 2018 : L'ospite de Duccio Chiarini : Chiara
- 2019 : Non sono un assassino d'Andrea Zaccariello (it) : Alice
- 2019 : Il colpo del cane (it) de Fulvio Risuleo (it) : Rana
- 2019 : Brave ragazze (it) de Michela Andreozzi (it) : Caterina
- 2019 : L'Invraisemblable Légèreté d'Oscar (it) (L'uomo senza gravità) de Marco Bonfanti (it) : Agata
- 2020 : Il regno (it) de Francesco Fanuele : Ofelia
- 2021 : Va bene così (it) de Francesco Marioni : Flavia
- 2022 : Margini de Niccolò Falsetti : Margherita
- 2022 : Acqua e anice (it) de Corrado Ceron : Maria
- 2023 : Comandante d'Edoardo De Angelis

### À la télévision
- 2016 : Squadra antimafia - Il ritorno del boss

## Théâtre
- La morte di Lucullo, mis en scène par Renato Carpentieri (2007)
- Nozze di sangue, mis en scène par Walter Manfrè (2008)
- Whale Music, mis en scène par Massimiliano Farau (2009)
- Amleto, mis en scène par Valentina Rosati (2010)
- La città perfetta, mis en scène par Mario Gelardi (2010)
- Sogno di una notte d'estate, mis en scène par Carlo Cecchi (dans le rôle de Puck) (2010-2012)
- Benji, mis en scène par Valentina Rosati (2012)
- L'amore, il vento, la fine del mondo, mis en scène par Francesco Lagi (2012)
- Guerra, mis en scène par Marinella Anaclerio (2013)
- L'amante, projet ANAD supervisé par Arturo Cirillo (2013)
- Le anime morte, mis en scène par Francesco Lagi (2013)
- La vodka si addice a Elettra, mis en scène par Valentina Rosati (2014)
- Pier Paolo, mis en scène par Giorgio Barberio Corsetti (2014)
- Ritratto di una capitale, mis en scène par Fabrizio Arcuri (2014)

## Récompenses et distinctions
- Ruban d'argent
  - 2015 : Mention spéciale - Prix Guglielmo Biraghi pour Fino a qui tutto bene (it)[4].